# 奧列克西伊夫卡 (科托夫斯克區)
47°42′38″N 29°25′37″E / 47.71056°N 29.42694°E
阿列克西伊夫卡（烏克蘭語：Олексіївка）是位於烏克蘭西南部的村莊，由敖德萨州波季利斯克区的庫亞利尼克市鎮負責管轄。該村始建於1907年，面積1.3平方公里，海拔高度234米，2001年人口400，人口密度每平方公里307.69人。